# Bactrocera buloloensis
Bactrocera buloloensis är en tvåvingeart som beskrevs av Drew 1989. Bactrocera buloloensis ingår i släktet Bactrocera och familjen borrflugor. Inga underarter finns listade.